# Björkhyddan
Björkhyddan är ett bostadsområde i Össeby-Garns socken i Vallentuna kommun. SCB har för bebyggelsen avgränsat en småort och namnsatt denna till Hacksta västra och Björkhyddan, före 2010 enbart Hacksta). Orten ligger ungefär 7 kilometer öster om Vallentuna, sydväst om Karby.